# ロングウッド・ハウス

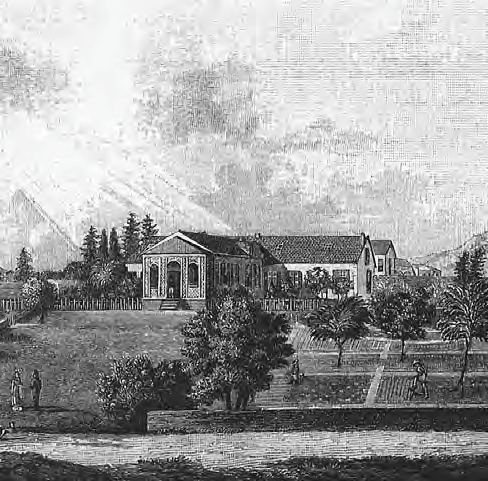
ロングウッド・ハウスは1815年から6年後の彼の死までナポレオンの住居であった。

ロングウッド・ハウス（英: Longwood House）は、セントヘレナに流されたナポレオン・ボナパルトが1815年12月10日から1821年5月5日の死までを過ごした館。ジェームズタウンから約6キロメートル離れた、風に吹きさらされた平地にある。

## 歴史
ここはかつて副総督が夏季に使った住居であり、1815年にナポレオンの用に供された。イギリス政府はこれが皇帝とその随員の住居としては不適当であると考え、ナポレオンの存命中に近くに専用の新しい家（ニュー・ロングウッド・ハウス）を建てたのだが、彼がそこに移り住むことは無かった。1818年2月に総督のハドソン・ローはバサースト伯に対し、ナポレオンをローズマリー・ハウスに移すことを進言した。ちょうど利用可能になったそこは、風から遮られて日陰もある、ナポレオン好みの島のより過ごしやすい所にあった。しかし、セントヘレナから戻って来たグールゴー将軍のロンドンでの話を聞いたバサースト伯は、脱走がより困難なロングウッドにナポレオンを留めておくほうが安全だという考えに傾いていた。その結果、ニュー・ロングウッド・ハウスの建設は、ナポレオンが島に来てから3年後の1818年10月にようやく始まった。
ナポレオンのロングウッドにおける生活は、ベルトラン将軍とその家族、さらに32人のスタッフに囲まれたものであった。

### ナポレオンの死後

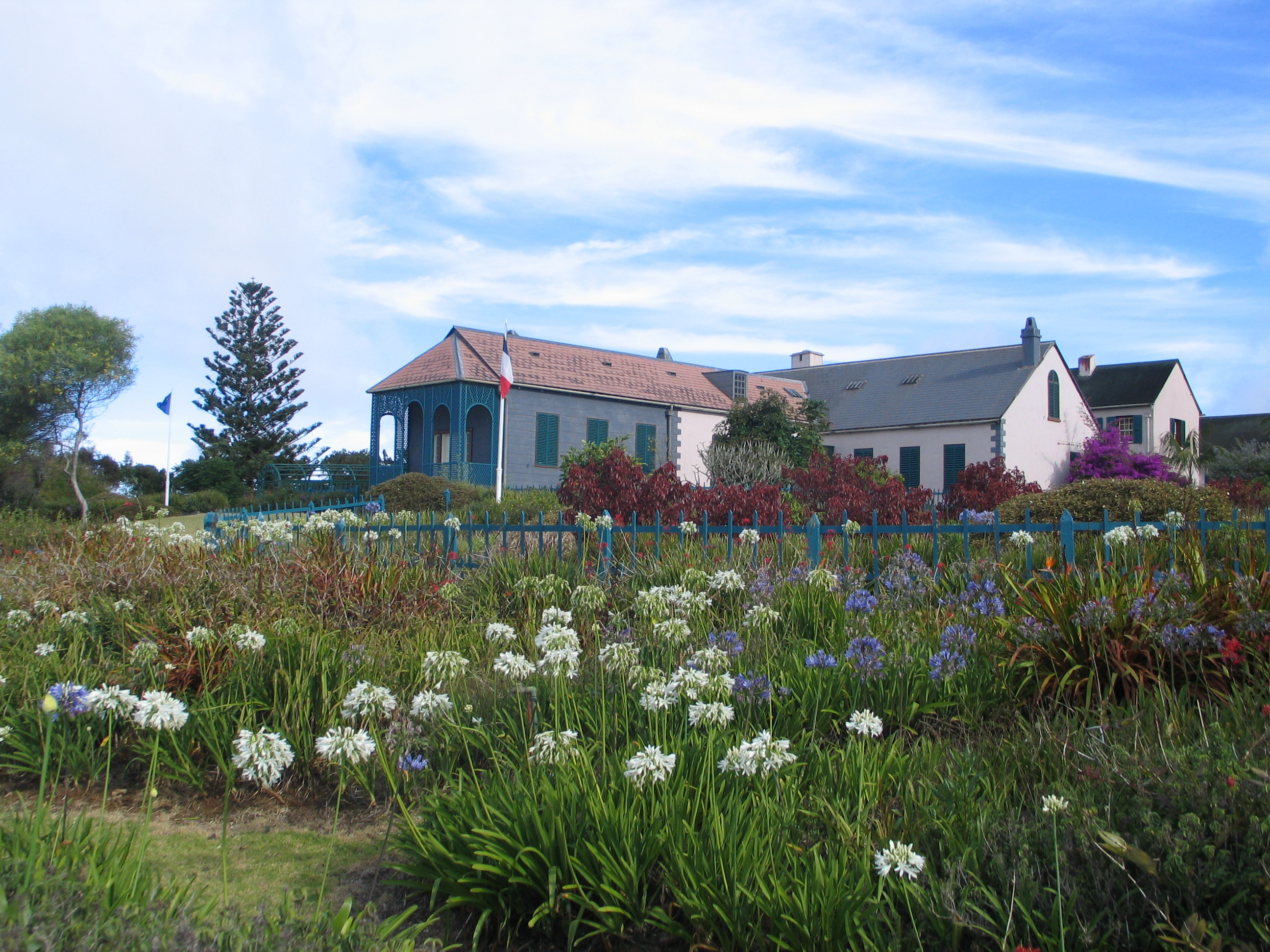
2008年撮影

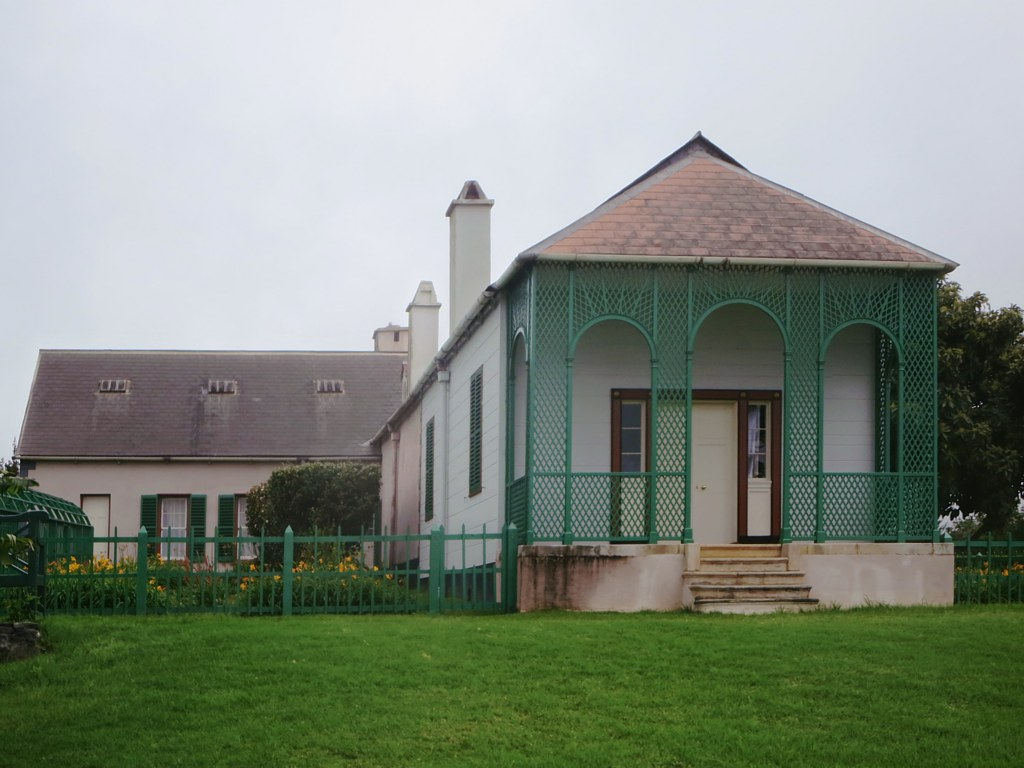
2014年撮影

ナポレオンの死後、ロングウッド・ハウスはイギリス東インド会社に戻され、のち王室財産となり、農業施設として使われた。ナポレオン3世は館が打ち捨てられていることを聞きつけ、フランスへの引き渡しを1854年からイギリス政府と交渉し始めた。そして1858年に館と墓所の谷（the Valley of the Tomb）が7,100ポンドでフランス政府に引き渡された。これ以降、館と谷はフランス外務省の管理下にあり、島政府職員が一人住んでそれぞれの敷地の管理を行なってきている。
1959年に3番目の不動産となるザ・ブライアーズがデイム・メイベル・ブルクスからフランス政府に寄贈された。ここはナポレオンが島に着いた後、ロングウッド・ハウスが準備できるまでの最初の2ヶ月を過ごした場所である。
シロアリの食害により、1940年代にフランス政府は建物の取り壊しを検討した。この時、ニュー・ロングウッド・ハウスと、ブライアーズのBalcombe's houseは取り壊されたが、ロングウッド・ハウスはフランスの学芸員の協力のもと、忠実に再建された。現在、当時からの構造物として残っているのは正面の石階段だけである。
2006年、ミシェル・ダンクワン=マルティノー（Michel Dancoisne-Martineau）は、セントヘレナ・ナショナル・トラストにハート型の滝の谷を、2008年にはフランス政府にブライアーズの展示館周辺の土地を寄贈した。
ロングウッド・ハウスは現在、フランス政府が所有する博物館となっている。島にはもう一つの博物館、セントヘレナ博物館もある。

## 関連文献
- Jean-Paul Kauffman, The Dark Room at Longwood (2000)